# Gunung Alue Meudang
Gunung Alue Meudang är en kulle i Indonesien.   Den ligger i provinsen Aceh, i den västra delen av landet, 1 700 km nordväst om huvudstaden Jakarta. Toppen på Gunung Alue Meudang är 49 meter över havet.
Terrängen runt Gunung Alue Meudang är platt västerut, men österut är den kuperad. Havet är nära Gunung Alue Meudang åt sydväst. Runt Gunung Alue Meudang är det ganska glesbefolkat, med 22 invånare per kvadratkilometer. I omgivningarna runt Gunung Alue Meudang växer i huvudsak städsegrön lövskog.